# Boris Borissowitsch Kadomzew

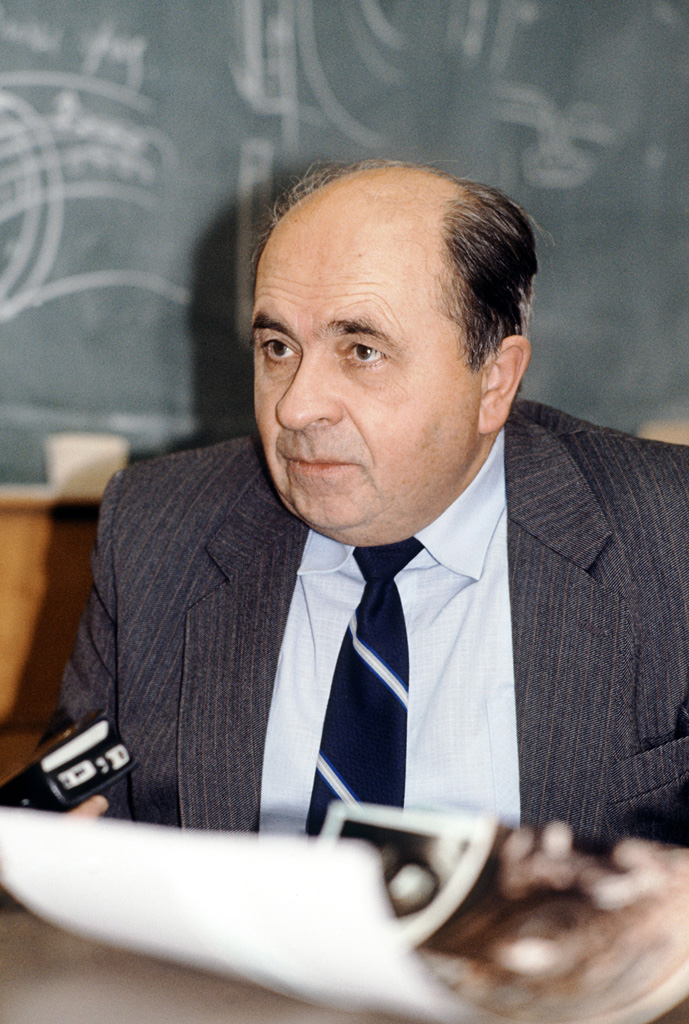
Boris Kadomzew, 1989

Boris Borissowitsch Kadomzew (russisch Борис Борисович Кадомцев; englische Transkription Boris Kadomtsev; * 9. November 1928 in Pensa; † 19. August 1998) war ein russischer Physiker, der sich mit Plasmaphysik beschäftigte.
Kadomzew machte 1951 seinen Abschluss an der Lomonossow-Universität, arbeitete dann am Institut für Physik und Energetik in Obninsk und ab 1956 am Institut für Atomenergie.
Er war ein führender russischer Plasmaphysiker, der auch an Problemen der kontrollierten Kernfusion arbeitete (Tokamaks). Er entwickelte eine Theorie der Transportphänomene in turbulenten Plasmen und eine Theorie des sogenannten anomalen Verhaltens von Plasmen in magnetischen Feldern. 1966 entdeckte er eine Plasmainstabilität mit eingefangenen Teilchen.
Eine von Kadomzew 1970 mit Wladimir Iossifowitsch Petwiaschwili (1936–1993) in die Plasmaphysik eingeführte nichtlineare partielle Differentialgleichung ist die nach ihnen benannte Kadomtsev-Petviashvili-Gleichung (KP-Gleichung), für die Wladimir Sacharow und Alexei Schabat in den 1970er Jahren exakte Solitonenlösungen fanden und die eine bedeutende Rolle auch in anderen Bereichen der theoretischen Physik und in der komplexen Analysis spielt, wo mit ihrer Hilfe die Lösung des Schottky-Problems gelang.
Seit 1973 war er Vorsitzender der Sektion Plasmaphysik des staatlichen Komitees für die Nutzung der Kernenergie. 1970 erhielt er den sowjetischen Staatspreis.
Er war seit 1962 korrespondierendes und seit 1970 Vollmitglied der Sowjetischen Akademie der Wissenschaften. 1998 erhielt er den James-Clerk-Maxwell-Preis für Plasmaphysik. Er erhielt zahlreiche staatliche Auszeichnungen.

## Schriften
- Plasma Turbulence. Academic Press 1965
- Herausgeber: Plasma Physics. MIR, Moskau 1981
- Tokamak plasma: a complex physical system. IOP Publishing 1992
- On the pulsar. World Scientific 2010
- Herausgeber: Reminiscences about academician Lev Artsimovich. Nauka Publ., Moskau 1985
- mit V. I. Petviashvili: On the stability of solitary waves in weakly dispersive media, Sov. Phys. Dokl., Band 15, 1970, S. 539–541